# Max von Redecker
Max von Redecker (* 27. März 1833 in Rastenburg; † 13. Februar 1886 in Berlin) war Rittergutsbesitzer und Mitglied des Deutschen Reichstags.

## Leben
Max von Redecker war der Sohn von Hermann von Redecker und Auguste, geborene von Trotha. Er war beim Militär und schied als Oberstlieutenant aus. Danach bewirtschaftete er das ererbte Rittergut Eichmedien bei Sensburg.
Von 1884 bis zu seinem Tode war er Mitglied des Deutschen Reichstags für den Reichstagswahlkreis Regierungsbezirk Gumbinnen 7 und die Deutschkonservative Partei.